# Kościół św. Stanisława w Pyskowicach
Kościół św. Stanisława – murowany rzymskokatolicki kościół znajdujący się w Pyskowicach przy ulicy Armii Krajowej 15. Jest kościołem filialnym należącym do parafii św. Mikołaja w Pyskowicach. Został wzniesiony w latach 1865-1869, na miejscu poprzedniego, drewnianego, pochodzącego z 1679 r.

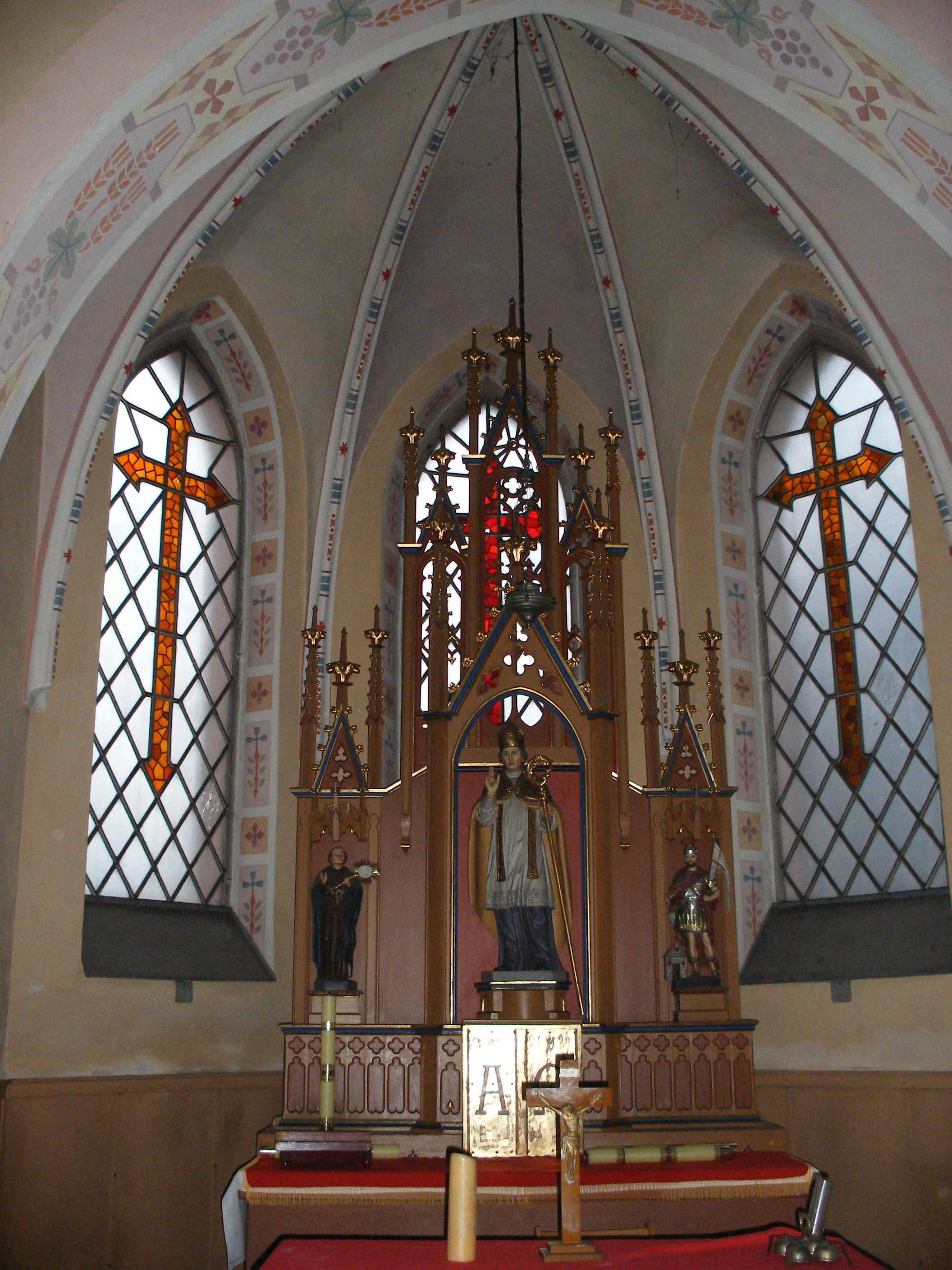
Wnętrze świątyni

 Jest neogotycki, jednonawowy i nakryty dachami dwuspadowymi.